# Josep Lluís Fernández i Burgui
Josep Lluís Fernández i Burgui (Irun, 22 de setembre de 1942) és un polític català, diputat al Parlament de Catalunya en la VII legislatura.
Llicenciat en medicina per la Universitat de Barcelona i doctorat en la Universitat Autònoma de Barcelona, s'especialitzà en cirurgia de l'aparell digestiu. També és diplomat en gestió de caps de servei per l'Escola d'Alta Direcció i Administració. Ha estat cap de la Unitat d'Urgències de l'Hospital de la Vall d'Hebron de Barcelona. És membre del Col·legi de Metges de Barcelona, des de 1969 de l'Acadèmia de Ciències Mèdiques de Catalunya i Balears, des de 1972 de la Societat Catalana de Cirurgia i des del 1975 i de la Societat Espanyola de Cirurgians. Ha rebut la medalla d'argent de la Creu Roja de Catalunya.
Militant d'Unió Democràtica de Catalunya des de 1989, de 1990 a 1992 en fou cap local a Sant Feliu de Llobregat. En 2005 va substituir en el seu escó Francesc Homs i Ferret, elegit diputat a les eleccions al Parlament de Catalunya de 2003. A les eleccions municipals espanyoles de 2003 i 2007 fou candidat de CiU a l'alcaldia de Sant Feliu de Llobregat.